# Tufurile calcaroase din Valea Bobâlna (sit SCI)
Tufurile calcaroase din Valea Bobâlna este o arie protejată (sit de importanță comunitară — SCI) din România, desemnată în scopul protejării biodiversității și menținerii într-o stare de conservare favorabilă a florei spontane și faunei sălbatice, precum și a habitatelor naturale de interes comunitar aflate în arealul zonei de protecție. Aceasta se întinde pe o suprafață de 18,6 ha, integral pe uscat.

## Localizare
Situl Tufurile calcaroase din Valea Bobâlna se întinde pe teritoriul administrativ al comunei Rapoltu Mare din județul Hunedoara. Centrul acestuia este situat la coordonatele 45°54′11″N 23°06′48″E / 45.902997°N 23.113389°E.

## Înființare
Tufurile calcaroase din Valea Bobâlna (ROSCI0254) a fost declarat sit de importanță comunitară în decembrie 2007 pentru a proteja un areal cu depozite de tuf calcaros depus peste formațiunile cristalofiliene de pe pereții albiei pârâului Bobâlna. Situl include rezervația naturală Tufurile calcaroase din Valea Bobâlna.

## Biodiversitate
Situată în ecoregiunea continentală a văii Bobâlna, aria protejată conține un habitat natural.
La baza desemnării sitului se află habitatul 7220, Izvoare petrifiante cu formare de travertin (Cratoneurion), cu izvoare termale, carbonatice, care asigură depunerea constantă a carbonatului de calciu sub forma unor tufuri calcaroase.